# Pak Pong-ju
Pak Pong-ju (Chosŏn'gŭl: 박봉주) (Hamgyong-pukto, 24 oktober 1939) is een Noord-Koreaans politicus. Hij was van 3 september 2003 tot 11 april 2007 en van 1 april 2013 tot 11 april 2019 premier van Noord-Korea. Voordat hij premier werd was hij minister van Chemische Industrie en lid van het comité dat de begrafenis van Kim Il-sung voorbereidde.
In de jaren zeventig en tachtig was Pak Pong-ju directeur van een van de vier grote Noord-Koreaanse chemische bedrijven, de Namhung Youth Chemical Combine.